# Paliga
Paliga es un género de polillas de la familia Crambidae. Fue descrito por Moore en 1886.

## Especies
- Paliga anpingialis (Strand, 1918)
- Paliga celatalis (Walker, 1859)
- Paliga damastesalis (Walker, 1859)
- Paliga fuscicostalis Swinhoe, 1894
- Paliga ignealis (Walker, 1866)
- Paliga leerna fontanis (Carolo, 2016)
- Paliga leucanalis Swinhoe, 1890
- Paliga machoeralis (Walker, 1859)
- Paliga quadrigalis (Hering, 1901)
- Paliga rubicundalis Warren, 1896
- Paliga schenklingi (Strand, 1918)